# 卡萨斯德洛斯皮诺斯
卡萨斯德洛斯皮诺斯，是西班牙卡斯蒂利亚-拉曼恰昆卡省的一个市镇。总面积68平方公里，总人口528人（2001年），人口密度8人/平方公里。